# Вячеслав Сукристов
Вячеслав Сукристов (на литовски: Viačeslavas Sukristovas; на руски: Вячеслав Сукристов) е съветски и литовски футболист и треньор. Майстор на спорта от международна класа (1987).

## Кариера
В шампионата на СССР той играе за Жалгирис, в който става бронзов медалист през 1987 г. Бронзов медалист и в литовското първенство (1990). През 1990 г. преминава в Локомотив Москва, от където е трансфериран в Израел, където до 1996 г. играе в различни отбори. Завършва кариерата си в Жалгирис през 1998 г.

### Национален отбор
Като част от националния отбор на СССР изиграва 4 мача. Вицешампион на Европа през 1988 г. За националния отбор на Литва изиграва 26 мача и вкарва 2 гола.